# Herb Kunowa
Herb Kunowa – jeden z symboli miasta Kunów i gminy Kunów w postaci herbu.

## Wygląd i symbolika
Herb przedstawia złotą podkowę barkiem do dołu na niebieskim tle. Pośrodku herbu znajduje się czerwony młot ze złotym trzonkiem.

## Historia
Pierwszym historycznym herbem miasta był herb Prawdzic z wyskakującym zza muru lwem – rodowy herb biskupa Jana Latalskiego. Zastosowanie herbu prywatnego biskupa wiązać należy zapewne z tym, że Kunów należał do dób stołowych biskupów krakowskich.
Współczesny herb był stosowany jako herb magistratu kunowskiego oraz kunowskiego cechu kamieniarzy. Herb ten należy wiązać z herbem biskupa Filipa Padniewskiego Nowina. Inną możliwością jest źle zinterpretowany wizerunek herbu szlacheckiego Jastrzębiec, gdzie zamiast młota istnieje krzyż o podobnym kształcie.